# Rustam Nurgalijewitsch Minnichanow

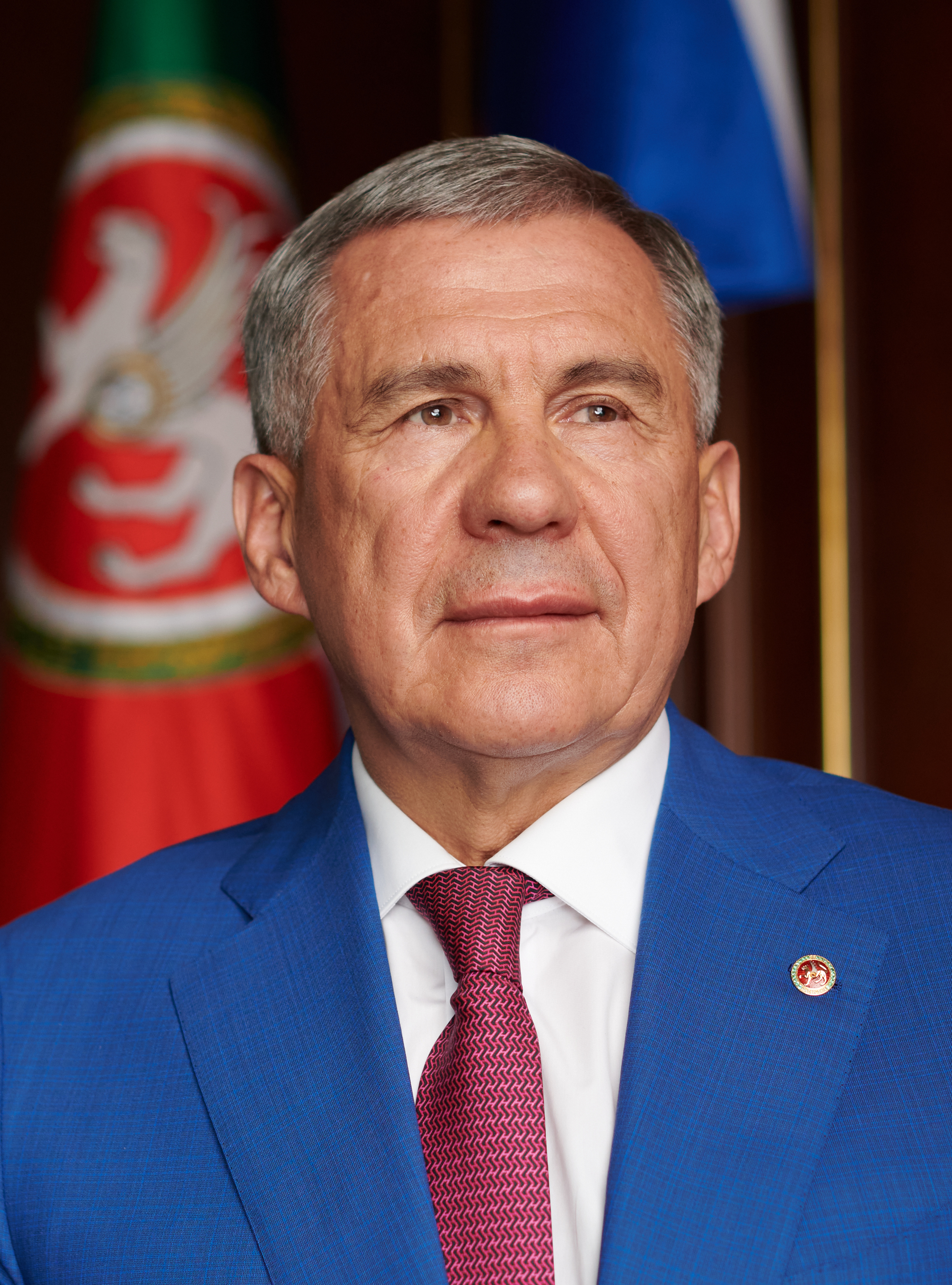
Rustam Minnichanow (2020)

Rustam Nurgalijewitsch Minnichanow (* 1. März 1957 in Nowy Arysch, Rajon Rybno-Slobodski, Tatarische ASSR, RSFSR) ist ein russischer Politiker und Motorsportler. Er war von 1996 bis 1998 Finanzminister und von 1998 bis 2010 Ministerpräsident der Republik Tatarstan. Am 4. Februar 2010 wurde er als neuer Präsident der Republik Tatarstan bestätigt, offiziell trat er die Nachfolge von Mintimer Scharipowitsch Schaimijew am 25. März 2010 an. Seit 2023 darf Minnichanow nicht mehr Präsident genannt werden, sondern trägt den offiziellen Titel Rais.

## Familie
Rustam Minnichanow ist verheiratet, das Ehepaar hatte zwei Söhne. Der ältere Sohn, Irek Minnichanow, starb 24-jährig beim Absturz des Tatarstan-Airline-Fluges 363 am 17. November 2013 in Kasan. Drei Monate zuvor hatte er eine Französin geheiratet, die er während seines Studiums in der Schweiz kennengelernt hatte.

## Motorsport
Minnichanow, international als Rustam Minnikhanov startend, der englischen Transkription seines Namens, ist in seiner Freizeit ein begeisterter Rennfahrer. Er gewann 2002, 2003, 2004 und 2006 (2005 konnte er wegen eines gebrochenen Fußes nicht teilnehmen) mit einem KAMAZ-4911-Truck die UAE Desert Challenge (Rallye Raid) in den Vereinigten Arabischen Emiraten, wurde mit einem Ford Puma 2004 und 2005 jeweils Dritter der Autocross-Europameisterschaft und bestritt mit einem Ford Fiesta ST T16 4x4 die Wertungsläufe zur FIA Rallycross-Europameisterschaft für Fahrer 2006. 2007 nahm er erneut an dieser pan-europäischen Rennserie teil, diesmal mit demselben über 550 PS starken allradangetriebenen Citroën C4, mit dem der 14-fache Rallycross-Europameister Kenneth Hansen Vizemeister der RX-EM 2006 wurde. Für die RX-EM 2008 und 2009 ließ sich Minnichanow von Hansen einen neuen Citroën C4 aufbauen.